# Emmanuele A. Jannini
Angelo Francesco Emmanuele Jannini (Milán, 22 de abril de 1960) es un terapeuta sexual, médico y docente italiano.

## Biografía
Fue docente de sexología médica en la Universidad de L'Aquila y es profesor titular de endocrinología y sexología médica en la Facultad de Medicina, Departamento de Medicina de Sistemas de la Universidad de Roma Tor Vergata. Desde 2016 hasta 2018 fue presidente de la Sociedad Italiana de Andrología y Medicina Sexual (SIAMS), así como presidente de la Academia Italiana para la Salud de la Pareja. También es miembro del Comité de Publicaciones de la Sociedad Internacional de Medicina Sexual (SIMS). Sus estudios en el campo sexual y reproductivo  han sido publicados en distintas revistas científicas internacionales como lo son PNAS, The Journal of Sexual Medicine y PLOS ONE.
En la Universidad de L'Aquila, creó la carrera de especialista en sexología (Facultad de Psicología) y posteriormente, en colaboración con la Universidad La Sapienza de Roma, la maestría en "Psicosexología clínica". Ha sido invitado a las universidades chinas de Shanghai, Guangzhou y Hefei. Emmanuelese encuentra entre los primeros puestos de la columna Cuestión de hormonas en el programa Superquark emitido en Rai 1 acompañado por Piero Angela.
Es reconocido principalmente por sus estudios sobre la disfunción eréctil y la eyaculación precoz, así como sobre la anatomía femenina y la localización del punto G.
El International Journal of Impotence Research [Revista Internacional de Investigación sobre la Impotencia] lo ha incluido en la lista de los 20 autores de todo el mundo con el mayor índice bibliométrico dentro del campo de la andrología y entre los tres primeros mundialmente para el diagnóstico y tratamiento de la eyaculación precoz.

## Premios
- Oficial de la Orden al Mérito de la República Italiana
- "Por iniciativa del Presidente de la República" - 2 de diciembre de 1997 [7]